# Кубок Первого канала 2017
Кубок Первого канала 2017 — хоккейное соревнование в рамках хоккейного Евротура сезона 2017/2018. Прошёл в период с 13 по 17 декабря 2017 года в Праге и Москве.
В Кубке приняли участие шесть команд. Помимо традиционных участников Евротура – России, Швеции, Финляндии и Чехии, в турнире сыграли национальные сборные Канады и Южной Кореи.

## Арены
| Россия                                 | ВТБ Ледовый дворец (Москва) O2 Арена (Прага) | Чехия                        |
| Москва                                 | ВТБ Ледовый дворец (Москва) O2 Арена (Прага) | Прага                        |
| ВТБ Ледовый дворец Вместимость: 12 100 | ВТБ Ледовый дворец (Москва) O2 Арена (Прага) | O2 Арена Вместимость: 17 383 |
|                                        | ВТБ Ледовый дворец (Москва) O2 Арена (Прага) |                              |

## Составы сборных
Сборная России 
Вратари: Василий Кошечкин («Металлург» Мг), Илья Сорокин (ЦСКА), Игорь Шестеркин (СКА).
Защитники: Антон Белов, Вячеслав Войнов, Владислав Гавриков, Динар Хафизуллин, Егор Яковлев (все — СКА), Богдан Киселевич, Никита Нестеров, Алексей Марченко (все — ЦСКА), Илья Любушкин («Локомотив»).
Нападающие: Илья Ковальчук, Павел Дацюк, Сергей Калинин, Никита Гусев, Вадим Шипачев, Илья Каблуков, Евгений Кетов, Сергей Плотников, Сергей Широков (все — СКА), Кирилл Капризов, Валерий Ничушкин, Иван Телегин, Сергей Андронов, Максим Шалунов, Михаил Григоренко (все — ЦСКА).
Сборная Финляндии 
Вратари: Микко Коскинен (СКА), Карри Рямё («Йокерит»), Юха Метсола («Амур»).
Защитники: Юрки Йокипакка («Сочи»), Нико Миккола, Микко Лехтонен (оба - «Таппара», Финляндия), Яни Хаканпяя, Мика Койвисто (оба - «Кярпят», Финляндия), Юусо Риикола («КалПа», Финляндия), Ессе Виртанен («Ферьестад», Швеция), Вилле Лаюнен («Спартак»), Атте Отхтамаа («Ак Барс»).
Нападающие: Марко Анттила, Антти Пильстрём (оба - «Йокерит»), Юлиус Юнттила, Микаэль Руохомаа (оба – «Кярпят», Финляндия), Йоонас Кемппайнен, Тему Хартикайнен (оба – «Салават Юлаев»), Яни Лаюнен («Лугано», Швейцария), Сакари Маннинен («Эребру», Швеция), Петри Контиола («Локомотив»), Лаури Корпикоски («Цюрих», Швейцария), Ярно Коскиранта (СКА), Юусо Иконен («Брюнэс», Швеция), Юусо Пуустинен («Юп», Финляндия), Юкка Пелтола («Таппара», Финляндия), Вели-Матти Савинайнен («Югра»).
Сборная Канады 
Вратари: Бен Скривенс («Салават Юлаев»), Барри Браст («Фрибур», Швейцария).
Защитники: Карл Столлери («Динамо» Рига), Шон Лалонд («Кёльнер Хайе», Германия), Чарлз Геноуэй («Лада»), Крис Ли («Металлург»), Максим Норо («Берн», Швейцария), Симон Депре («Слован»), Стефан Эллиотт (ХВ 71, Швеция), Мэт Робинсон (ЦСКА).
Нападающие: Войтек Вольский, Тэйлор Бек, Жильбер Брюле (все – «Куньлунь Ред Стар»), Мэттью Фрэттин, Линден Вей (оба – «Барыс»), Дерек Рой («Линчёпинг», Швеция), Райан Гарбатт («Торпедо»), Эрик О’Делл (ХК «Сочи»), Брэндон Козун, Максим Тальбо (оба - «Локомотив»), Рене Бурк («Юргорден»), Мэтт Эллисон («Металлург»), Пьер-Александр Паренто («Автомобилист»), Тедди Пёрселл («Авангард»), Роб Клинкхаммер («Ак Барс»).
Сборная Чехии 
Вратари: Павел Францоуз («Трактор»), Доминик Фурх («Авангард»), Патрик Бартошак («Витковице», Чехия).
Защитники: Якуб Накладал («Локомотив»), Ян Коларж, Михал Йордан (оба – «Амур»), Томаш Кундратек(«Торпедо»), Ондржей Витасек («Югра»), Войтех Мозик («Витязь»), Либор Шулак («Лахти», Финляндия), Ондржей Немец («Комета», Чехия), Збынек Михалек («Спарта», Чехия), Милан Дудера («Оцеларжи», Чехия).
Нападающие: Роман Червенка («Фрибург», Швейцария), Томаш Филиппи («Металлург»), Иржи Секач («Ак Барс»), Андрей Нестрашил («Нефтехимик»), Роман Хорак («Витязь»), Томаш Зогорна («Амур»), Доминик Кубалик («Амбри-Пиотта», Швейцария), Роберт Коусал («Давос», Швейцария), Мартин Эрат («Комета», Чехия), Якуб Клепиш («Млада Болеслав», Чехия), Михал Вондрка («Хомутов», Чехия), Петр Коукал («Маунтфилд», Чехия), Милан Гулаш, Томаш Мертл (оба – «Шкода», Чехия), Мартин Ружичка («Оцеларжи», Чехия).
Сборная Швеции 
Вратари: Виктор Фаст («Вякшё», Швеция), Магнус Хелльберг («Куньлунь Ред Стар»).
Защитники: Стаффан Кронвалль («Локомотив»), Эрик Густафссон («Нефтехимик»), Магнус Нюгрен («Давос», Швейцария), Патрик Херсли (СКА), Микаэль Викстранд («Ферьестад», Швеция), Юнас Анелёв («Авангард»), Юхан Франссон, Хенрик Тёммернес (оба – «Женева», Швейцария), Юнас Юнланд («Лозанна», Швейцария), Никлас Бурстрём («Югра»).
Нападающие: Александр Бергстрём, Патрик Закриссон (оба - «Сибирь»), Линус Умарк («Салават Юлаев»), Андреас Энгквист («Юргорден», Швеция), Виктор Стольберг («Цуг», Швейцария), Роберт Нильссон, Фредрик Петтерссон (оба - «Цюрих», Швейцария), Антон Ландер («Ак Барс»), Оскар Мёллер, Юаким Линдстрём, Пер Линдхольм (все – «Шеллефтео», Швеция), Деннис Эверберг («Авангард»), Джоэль Лундквист («Фрёлунда», Швеция), Дик Акселльсон («Ферьестад», Швеция), Джон Норман («Йокерит»).
Сборная Южной Кореи 
Вратари: Мэтт Далтон («Анян Халла»), Хаюнь Гон Чо, Ву Дже Сунь («Дэмен Киллер Уэйлс»).
Защитники: Ким Вон Джун («Анян Халла»), Алекс Плант («Анян Халла»), Эрик Реган («Анян Халла»), Ли Донку («Анян Халла»), Брайен Янг («Дэмен Киллер Уэйлс»), Сео Йонь Юн («Дэмен Киллер Уэйлс»), Ким Хаёк («Хай 1»).
Нападающие: Ким Ки Сунг («Анян Халла»), Ким Санг Вуук («Анян Халла»), Ким Вон Юнг («Анян Халла»), Санг Пак Воо («Анян Халла»), Шин Санг Воо («Анян Халла»), Мин Хо Чхо («Анян Халла»), Брок Радунске («Анян Халла»), Шин Санг Хуун, Ан Джин Ху, Юнг Вуу Джеон, Майкл Свифт («Хай 1»), Квон Те Ан («Хай 1»), Хаюнь Юн Шин («Хай 1»), Майкл Тествайд («Хай 1»), Ли Янг Джун («Дэмен Киллер Уэйлс»).

## Турнирная таблица

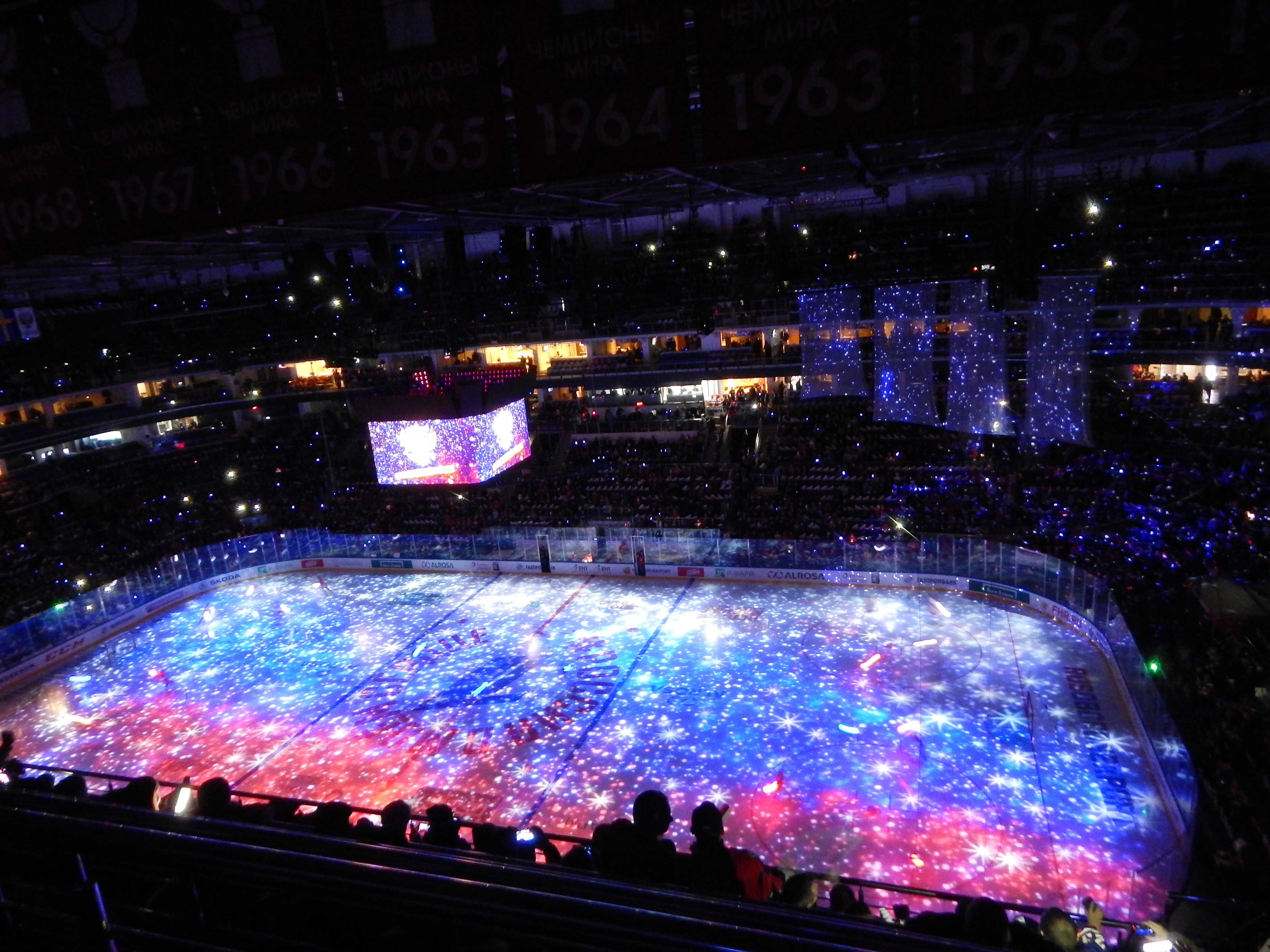
Стадион перед началом матча между Россией и Канадой

| М | Сборная     | И | В | ВО | ПО | П | ШЗ | ШП | РШ  | О |
| - | ----------- | - | - | -- | -- | - | -- | -- | --- | - |
| 1 | Россия      | 3 | 3 | 0  | 0  | 0 | 8  | 1  | + 7 | 9 |
| 2 | Чехия       | 3 | 2 | 1  | 0  | 0 | 11 | 4  | + 7 | 8 |
| 3 | Финляндия   | 3 | 1 | 0  | 1  | 1 | 6  | 7  | - 1 | 4 |
| 4 | Швеция      | 3 | 1 | 0  | 0  | 2 | 7  | 8  | - 1 | 3 |
| 5 | Канада      | 3 | 1 | 0  | 0  | 2 | 5  | 8  | - 3 | 3 |
| 6 | Южная Корея | 3 | 0 | 0  | 0  | 3 | 4  | 13 | - 9 | 0 |

## Матчи турнира
Время местное (UTC+3:00).
| 13 декабря 2017 18:30 (UTC+1) | Чехия | 3 : 2 (ОТ) (0:2, 0:0, 2:0, 1:0) | Финляндия | O2 Арена, Прага Зрителей: 16 227 |

| Отчёт | Отчёт                      | Отчёт                                                                 | Отчёт                        | Отчёт                    |
| --- | -------------------------- | --------------------------------------------------------------------- | ---------------------------- | ------------------------ |
| |                            |                                                                       |                              |                          |
| | Доминик Фурх — 00:00-61:04 | Вратари                                                               | 00:00-61:04 — Микко Коскинен | Судьи: Л. Олунд М. Линде |
| | Голы:                      |                                                                       |                              | Судьи: Л. Олунд М. Линде |
| Мартин Ружичка — 52:15 (бол.) (А. Нестрашил, М. Эрат) Мартин Ружичка — 53:57 (Т. Мертл, М. Доудера) Мартин Ружичка — 61:04 (бол.) (О. Немец, М. Эрат) | 0:1 0:2 1:2 2:2 3:2        | Сакари Маннинен — 05:45 Йоонас Кемппайнен — 19:09 (бол.) (М. Анттила) |                              | Судьи: Л. Олунд М. Линде |
| |                            |                                                                       |                              | Судьи: Л. Олунд М. Линде |
| |                            |                                                                       |                              | Судьи: Л. Олунд М. Линде |
| |                            |                                                                       |                              | Судьи: Л. Олунд М. Линде |
| 10 мин | Штраф                      | 10 мин                                                                |                              | Судьи: Л. Олунд М. Линде |
| |                            |                                                                       |                              |                          |
| | 41 (5+5+15+1)              | Броски                                                                | 20 (11+6+3+0)                |                          |

| 13 декабря 2017 19:30 | Канада | 4 : 2 (1:2, 2:0, 1:0) | Республика Корея | ВТБ Ледовый дворец, Москва Зрителей: 4882 |

| Отчёт | Отчёт                      | Отчёт                                                                         | Отчёт                     | Отчёт                                 |
| --- | -------------------------- | ----------------------------------------------------------------------------- | ------------------------- | ------------------------------------- |
| |                            |                                                                               |                           |                                       |
| | Бен Скривенс — 00:00-60:00 | Вратари                                                                       | 00:00-60:00 — Мэтт Далтон | Судьи: Роман Гофман Константин Оленин |
| | Голы:                      |                                                                               |                           | Судьи: Роман Гофман Константин Оленин |
| Мэттью Фрэттин — 02:58 (Р. Бурк) Марк-Андре Граньяни — 30:19 (бол.) (П.-А. Паренто) Войтек Вольски — 32:01 (Д. Рой, М. Робинсон) Жильбер Брюле — 59:27 (п.в.) | 1:0 1:1 1:2 :2 3:2 4:2     | Сан Вук Ким — 05:01 (Ки Сун Ким) Сан Вук Ким — 17:44 (М. Тествуд, Ки Сун Ким) |                           | Судьи: Роман Гофман Константин Оленин |
| |                            |                                                                               |                           | Судьи: Роман Гофман Константин Оленин |
| |                            |                                                                               |                           | Судьи: Роман Гофман Константин Оленин |
| |                            |                                                                               |                           | Судьи: Роман Гофман Константин Оленин |
| 2 мин | Штраф                      | 10 мин                                                                        |                           | Судьи: Роман Гофман Константин Оленин |
| |                            |                                                                               |                           |                                       |
| | 49 (23+22+12)              | Броски                                                                        | 14 (4+4+2)                |                                       |

| 14 декабря 2017 19:30 | Россия | 3 : 1 (1:1, 1:0, 1:0) | Швеция | ВТБ Ледовый дворец, Москва Зрителей: 11 781 |

| Отчёт | Отчёт                          | Отчёт                                   | Отчёт                                  | Отчёт                                |
| --- | ------------------------------ | --------------------------------------- | -------------------------------------- | ------------------------------------ |
| |                                |                                         |                                        |                                      |
| | Василий Кошечкин — 00:00-60:00 | Вратари                                 | 00:00—58:29, 59:52—60:00 — Виктор Фаст | Судьи: Алекси Рянтели Теему Салминен |
| | Голы:                          |                                         |                                        | Судьи: Алекси Рянтели Теему Салминен |
| Сергей Калинин — 12:52 (В. Войнов, В. Шипачёв) Сергей Калинин — 34:14 (М. Шалунов, В. Войнов) Никита Гусев — 41:56 (бол.) | 0:1 :1 2:1 3:1                 | 9:24 — Фредрик Петтерссон (Й. Лудквист) |                                        | Судьи: Алекси Рянтели Теему Салминен |
| |                                |                                         |                                        | Судьи: Алекси Рянтели Теему Салминен |
| |                                |                                         |                                        | Судьи: Алекси Рянтели Теему Салминен |
| |                                |                                         |                                        | Судьи: Алекси Рянтели Теему Салминен |
| 6 мин | Штраф                          | 12 мин                                  |                                        | Судьи: Алекси Рянтели Теему Салминен |
| |                                |                                         |                                        |                                      |
| | 38 (12+17+9)                   | Броски                                  | 23 (5+7+11)                            |                                      |

| 15 декабря 2017 15:00 | Финляндия | 4 : 1 (3:1, 0:0, 1:0) | Республика Корея | ВТБ Ледовый дворец, Москва Зрителей: 2418 |

| Отчёт | Отчёт              | Отчёт                            | Отчёт               | Отчёт                         |
| --- | ------------------ | -------------------------------- | ------------------- | ----------------------------- |
| |                    |                                  |                     |                               |
| | Карри Рямё — 60:00 | Вратари                          | Мэтт Далтон — 60:00 | Судьи: Ян Гржибик Павел Годек |
| | Голы:              |                                  |                     | Судьи: Ян Гржибик Павел Годек |
| Сакари Маннинен — 10:37 (Ю. Риикола, Я. Лаюнен) Петри Контиола — 17:23 (М. Антилла) Юрки Йокипакка — 18:31 (М. Руохомяя, Ю. Иконен) Юусо Иконен — 41:14 (М. Руохомяя) | 0:1 :1 2:1 3:1 4:1 | Ки Сун Ким — 10:11 (Сан Вук Ким) |                     | Судьи: Ян Гржибик Павел Годек |
| |                    |                                  |                     | Судьи: Ян Гржибик Павел Годек |
| |                    |                                  |                     | Судьи: Ян Гржибик Павел Годек |
| |                    |                                  |                     | Судьи: Ян Гржибик Павел Годек |
| 8+10 мин | Штраф              | 8 мин                            |                     | Судьи: Ян Гржибик Павел Годек |
| |                    |                                  |                     |                               |
| | 56 (18+18+20)      | Броски                           | 13 (3+6+4)          |                               |

| 15 декабря 2017 19:30 | Чехия | 4 : 1 (0:0, 1:1, 3:0) | Канада | ВТБ Ледовый дворец, Москва |

| Отчёт | Отчёт                        | Отчёт                                           | Отчёт                                  | Отчёт                                 |
| --- | ---------------------------- | ----------------------------------------------- | -------------------------------------- | ------------------------------------- |
| |                              |                                                 |                                        |                                       |
| | Павел Францоуз — 00:00-60:00 | Вратари                                         | 00:00-59:15, 59:56-60:00 — Барри Браст | Судьи: Константин Оленин Роман Гофман |
| | Голы:                        |                                                 |                                        | Судьи: Константин Оленин Роман Гофман |
| Михаил Ржепик — 39:31 (В. Мозик) Войтех Мозик — 46:53 (бол.) (А. Полашек, Я. Коварж) Мартин Эрат — 59:28 (О. Немец) Михаил Ржепик — 59:59 | 0:1 :1 2:1 3:1 4:1           | 31:42 — Мэтт Элиссон (М.-А. Граньяни, Б. Козун) |                                        | Судьи: Константин Оленин Роман Гофман |
| |                              |                                                 |                                        | Судьи: Константин Оленин Роман Гофман |
| |                              |                                                 |                                        | Судьи: Константин Оленин Роман Гофман |
| |                              |                                                 |                                        | Судьи: Константин Оленин Роман Гофман |
| 6 (2+4+0) мин | Штраф                        | 4 (0+0+4) мин                                   |                                        | Судьи: Константин Оленин Роман Гофман |
| |                              |                                                 |                                        |                                       |
| |                              |                                                 |                                        |                                       |

| 16 декабря 2017 13:00 | Республика Корея | 1 : 5 (0:0, 1:3, 0:2) | Швеция | ВТБ Ледовый дворец, Москва Зрителей: 4064 |

| Отчёт                             | Отчёт                     | Отчёт | Отчёт                                                    | Отчёт                            |
| --------------------------------- | ------------------------- | --- | -------------------------------------------------------- | -------------------------------- |
|                                   |                           | |                                                          |                                  |
|                                   | Мэтт Далтон — 00:00-60:00 | Вратари | Магнус Хелльберг — 00:00-30:38 Виктор Фаст — 38:30-60:00 | Судьи: Юрий Оскирко Денис Наумов |
|                                   | Голы:                     | |                                                          | Судьи: Юрий Оскирко Денис Наумов |
| Майк Тествид — 20:42 (Ки Сун Ким) | 1:0 1:1 1:2 1:3 1:4 1:5   | Александр Бергстрем — 23:39 (Л. Умарк) Антон Ландер — 25:11 (М. Викстранд) Пер Линдхольм — 30:38 (И. Линдстрём) Деннис Эверберг — 49:07 (мен.) (П. Закриссон) Андреас Энгквист — 56:54 (бол.) (А. Бергстрем, Л. Умарк) |                                                          | Судьи: Юрий Оскирко Денис Наумов |
|                                   |                           | |                                                          | Судьи: Юрий Оскирко Денис Наумов |
|                                   |                           | |                                                          | Судьи: Юрий Оскирко Денис Наумов |
|                                   |                           | |                                                          | Судьи: Юрий Оскирко Денис Наумов |
| 16+10 мин                         | Штраф                     | 16 мин |                                                          | Судьи: Юрий Оскирко Денис Наумов |
|                                   |                           | |                                                          |                                  |
|                                   | 19 (6+9+4)                | Броски | 42 (9+16+17)                                             |                                  |

| 16 декабря 2017 17:00 | Россия | 2 : 0 (0:0, 0:0, 2:0) | Канада | ВТБ Ледовый дворец, Москва |

| Отчёт | Отчёт                          | Отчёт   | Отчёт                      | Отчёт                         |
| --- | ------------------------------ | ------- | -------------------------- | ----------------------------- |
| |                                |         |                            |                               |
| | Василий Кошечкин — 00:00-60:00 | Вратари | Бен Скривенс — 00:00—60:00 | Судьи: Павел Годек Ян Гржибик |
| | Голы:                          |         |                            | Судьи: Павел Годек Ян Гржибик |
| Никита Нестеров — 42:24 (бол.) (Н. Гусев, М. Григоренко) Сергей Плотников — 49:23 (В. Гавриков, И. Ковальчук) | 1:0 2:0                        |         |                            | Судьи: Павел Годек Ян Гржибик |
| |                                |         |                            | Судьи: Павел Годек Ян Гржибик |
| |                                |         |                            | Судьи: Павел Годек Ян Гржибик |
| |                                |         |                            | Судьи: Павел Годек Ян Гржибик |
| 13+20 мин | Штраф                          | 16 мин  |                            | Судьи: Павел Годек Ян Гржибик |
| |                                |         |                            |                               |
| |                                |         |                            |                               |

| 17 декабря 2017 13:00 | Швеция | 1 : 4 (0:2, 0:0, 1:2) | Чехия | ВТБ Ледовый дворец, Москва |

| Отчёт                                                        | Отчёт                     | Отчёт | Отчёт                      | Отчёт                                 |
| ------------------------------------------------------------ | ------------------------- | --- | -------------------------- | ------------------------------------- |
|                                                              |                           | |                            |                                       |
|                                                              | Виктор Фаст — 00:00-60:00 | Вратари | 00:00-60:00 — Доминик Фурх | Судьи: Роман Гофман Константин Оленин |
|                                                              | Голы:                     | |                            | Судьи: Роман Гофман Константин Оленин |
| Иоаким Линдстрём — 40:39 (бол.) (П. Закриссон, С. Кронвалль) | 0:1 0:2 1:2 1:3 1:4       | Войтех Мозик — 12:18 (М. Вондрка, Я. Коварж) Михал Ржепик — 15:55 (бол.) (М. Вондрка, В. Мозик) Мартин Эрат — 54:25 (Я. Коларж, Я. Коварж) Андрей Нестрашил — 57:56 (П. Коукал, М. Эрат) |                            | Судьи: Роман Гофман Константин Оленин |
|                                                              |                           | |                            | Судьи: Роман Гофман Константин Оленин |
|                                                              |                           | |                            | Судьи: Роман Гофман Константин Оленин |
|                                                              |                           | |                            | Судьи: Роман Гофман Константин Оленин |
| 11+20 мин                                                    | Штраф                     | 14 мин |                            | Судьи: Роман Гофман Константин Оленин |
|                                                              |                           | |                            |                                       |
|                                                              |                           | |                            |                                       |

| 17 декабря 2017 17:00 | Россия | 3 : 0 (2:0, 0:0, 1:0) | Финляндия | ВТБ Ледовый дворец, Москва Зрителей: 12 481 |

| Отчёт | Отчёт                      | Отчёт   | Отчёт                                     | Отчёт                                |
| --- | -------------------------- | ------- | ----------------------------------------- | ------------------------------------ |
| |                            |         |                                           |                                      |
| | Илья Сорокин — 00:00-60:00 | Вратари | Микко Коскинен — 00:00-57:42, 59:44-60:00 | Судьи: Мартин Франо Антонин Йержабек |
| | Голы:                      |         |                                           | Судьи: Мартин Франо Антонин Йержабек |
| Сергей Андронов — 8:06 (А. Зуб) Максим Шалунов — 12:19 (Н. Гусев) Валерий Ничушкин — 59:43 (М. Григоренко) | 1:0 2:0 3:0                |         |                                           | Судьи: Мартин Франо Антонин Йержабек |
| |                            |         |                                           | Судьи: Мартин Франо Антонин Йержабек |
| |                            |         |                                           | Судьи: Мартин Франо Антонин Йержабек |
| |                            |         |                                           | Судьи: Мартин Франо Антонин Йержабек |
| 6 мин | Штраф                      | 4 мин   |                                           | Судьи: Мартин Франо Антонин Йержабек |
| |                            |         |                                           |                                      |
| | 28 (10+12+6)               | Броски  | 20 (3+9+8)                                |                                      |

## Победитель Кубка Первого канала
| Победитель Кубка Первого канала 2017 |
| Россия Четырнадцатый титул           |

## Индивидуальные награды
Лучшие игроки:
| Вратарь    | Василий Кошечкин |
| Защитник   | Вячеслав Войнов  |
| Нападающий | Ки Сун Ким       |